# Cour interaméricaine des droits de l'homme
 (novembre 2024).
Si vous disposez d'ouvrages ou d'articles de référence ou si vous connaissez des sites web de qualité traitant du thème abordé ici, merci de compléter l'article en donnant les références utiles à sa vérifiabilité et en les liant à la section « Notes et références ».
La Cour interaméricaine des droits de l’Homme est une juridiction internationale régionale spécialisée en droits de l'Homme, basée à San José, au Costa Rica. 
Avec la Commission interaméricaine des droits de l'Homme, elle forme l'un des deux piliers du système interaméricain de protection des droits de l'Homme de l’Organisation des États américains (OEA), chargé de veiller au respect et à l'uniformité d'application de normes minimales en matière de droits de l'Homme dans les Amériques, en vertu et conformément à la Convention américaine des droits de l'Homme.

## But et fonctions
La Cour a été établie en 1969 dans le but de faire appliquer et interpréter les dispositions de la Convention américaine relative aux droits de l'Homme. Ses deux fonctions principales sont donc d’arbitrage et le conseil. Dans le premier cas, elle entend et règle des cas spécifiques de violations des droits humains qui lui sont soumis. Dans le second cas, elle émet des avis sur des questions d’interprétation juridique qui ont été portées à son attention par d’autres organes de l’OEA ou les États membres. 

### Fonction d’arbitrage
La fonction d’arbitrage porte la Cour à statuer sur des affaires portées devant elle dans lesquelles un État partie à la Convention, qui a donc accepté la juridiction contentieuse de la Cour, est accusé d’une violation des droits humains. 
En plus de la ratification de la Convention, un État partie doit se soumettre volontairement à la compétence de la Cour pour qu’elle soit compétente pour connaître d’une affaire mettant en cause cet État. L’acceptation de la compétence contentieuse peut être donnée sur par un acte - à ce jour, Argentine, Barbade, Bolivie, Brésil, Chili, Colombie, Costa Rica, République dominicaine, Équateur, Salvador, Guatemala, Haïti, Honduras, Mexique, Nicaragua, Panama, Paraguay, Pérou, Suriname, Uruguay, et Venezuela l’ont fait  - ou, par défaut, un État peut accepter de se conformer à la compétence de la Cour dans un cadre précis ou un cas unique.
Trinité-et-Tobago a d'abord signé la Convention le 28 mai 1991, mais a suspendu sa ratification, le 26 mai 1998 (en vigueur le 26 mai 1999) autour de la question de la peine de mort. En 1999, en vertu de l'annonce du président Alberto Fujimori, le Pérou a annoncé qu'il retirait son acceptation de la compétence de la Cour, mais cette décision a été renversée par le gouvernement de transition de Valentín Paniagua en 2001. 
En vertu de la Convention, les affaires peuvent être déférées à la Cour, soit de la Commission interaméricaine des droits de l'homme soit d’un État partie. 
Contrairement à la Cour européenne des droits de l'homme, les citoyens des États membres de l’OEA ne sont pas autorisés à saisir directement la Cour : les particuliers qui estiment que leurs droits ont été violés doivent d’abord déposer une plainte auprès de la Commission et à elle de se prononcer sur la recevabilité de la réclamation. 
Si l’affaire est jugée recevable et l'État considéré comme en faute, la Commission présentera généralement une liste de recommandations et une amende pour la violation à l'État concerné. 
C’est seulement si l'État ne respecte pas ces recommandations, ou si la Commission décide que l’affaire est d'une importance particulière ou d'intérêt juridique que l'affaire sera renvoyée à la Cour. 
La présentation d'une affaire devant la Cour peut donc être considérée comme une mesure de dernier recours, prise seulement après que la Commission n'ait pas réussi à résoudre la question de façon non contentieuse. 
La procédure devant la Cour sont répartis en phase écrite et orale. 

#### Phase écrite
Dans la phase écrite, l'affaire est déposée, en indiquant les faits de l'affaire, les victimes, les preuves et les témoins que le demandeur envisage de présenter au procès ainsi que les demandes de réparation et des coûts. 
Si la demande est jugée recevable par le secrétaire de la Cour, l'avis de celle-ci est communiqué aux juges, à l'État ou à la Commission (en fonction de qui a déposé la demande), les victimes ou leurs proches, les autres États membres, et au siège de l'OEA. 
Dans les trente jours suivant la notification, l'une des parties au procès peut soumettre une pétition contenant des objections préliminaires à la demande. 
Si elle le juge nécessaire, la Cour peut convoquer une audience pour faire face aux objections préliminaires. 
Sinon, dans l'intérêt de l'économie de procédure, elle peut traiter avec des parties des exceptions préliminaires et du fond de l'affaire à une même audience. 
Dans les soixante jours suivant la notification, le défendeur doit fournir une réponse écrite à la demande, en indiquant s'il accepte ou conteste les faits et les allégations qu'elle contient. 
Une fois que cette réponse a été présentée, l'une des parties au procès peut demander l'autorisation du président de la Cour de déposer d'autres pièces avant le début de la phase orale. 

#### Phase orale
Le président fixe la date pour le début de la procédure orale, pour laquelle le quorum de la Cour est fixé à cinq juges. 
Pendant la phase orale, les juges peuvent poser toutes les questions qu'ils estiment nécessaires de toute personne comparaissant devant eux. Les témoins, les experts, et d'autres personnes admises à la procédure peuvent, à la discrétion du président, être interrogés par les représentants de la Commission ou de l'État, ou par les victimes, leurs proches, ou leurs agents, le cas échéant. Le président est autorisé à se prononcer sur la pertinence des questions posées et accorder à la personne interrogée un droit de silence, à moins qu'il en soit empêché par la Cour. 
Après avoir entendu les témoins et les experts et l'analyse de la preuve présentée, la Cour rend son arrêt. 
Ses délibérations sont menées en privé et, une fois que la décision a été adoptée, elle est notifiée à tous les parties concernés. 
Si le fond du jugement ne porte pas sur les réparations pour l'affaire, elles doivent être fixées à une audience ou par une autre procédure décidée par la Cour. 
Les réparations fixées par la Cour peuvent être à la fois monétaire et non monétaire en nature. 
La forme la plus directe de réparation est obtenue par des paiements en espèces accordés aux victimes ou à leurs proches. Toutefois, l'État peut également être contraint à accorder des prestations en nature, afin d'offrir une reconnaissance publique de sa responsabilité, à prendre des mesures pour empêcher que des violations analogues se reproduisent à l'avenir, et d'autres formes de compensation non monétaires. 
Par exemple, en novembre 2001, dans son jugement dans l’affaire du massacre de Barrios Altos  - concernant le massacre de 15 personnes par le groupe Colina, un escadron de la mort agissant pour le gouvernement, en novembre 1991 à Lima au Pérou - la Cour a ordonné le paiements de 175 000 dollars pour les quatre survivants et pour les proches des victimes assassinées et un paiement de 250 000 dollars pour la famille de l'une des victimes. 
L'État péruvien a aussi été contraint :
- à accorder aux familles des victimes des soins de santé gratuits et diverses formes de soutien éducatif, y compris des bourses et des fournitures d'uniformes scolaires, du matériel et des livres;
- à abroger deux lois d'amnistie controversés;
- à reconnaitre le crime d'exécution extrajudiciaire dans son droit interne;
- à ratifier la Convention internationale sur la non applicabilité de la prescription pour les crimes de guerre et crimes contre l'Humanité];
- à publier le jugement de la Cour dans les médias nationaux;
- à présenter des excuses publiques pour l'incident et à s’engager pour que des événements similaires ne se reproduisent pas à l'avenir;
- à ériger un monument à la mémoire des victimes du massacre.

Bien que les décisions de la Cour soient sans appel, les parties peuvent déposer des demandes d'interprétation de la Cour au secrétaire dans les quatre-vingt-dix jours suivant la publication de l'arrêt. Dans la mesure du possible, les demandes d'interprétation sont entendues par le même panel de juges qui a statué sur le fond.

### Fonction consultative
La fonction consultative de la Cour lui permet de répondre aux consultations présentées par des agences de l’OEA et les États membres en ce qui concerne l’interprétation de la Convention ou d’autres instruments régissant les Droits de l’Homme dans les Amériques, mais l’autorise également à donner des conseils sur les lois nationales et des projets de loi, pour clarifier si les droits internes sont ou non compatibles avec les dispositions de la Convention. Cette compétence consultative est à la disposition de tous les États membres de l’Organisation, pas seulement ceux qui ont ratifié la Convention et accepté la fonction de la Cour. Les réponses de la Cour à ces consultations sont publiées séparément de ses autres décisions controversées, les avis. 

## Composition
Comme stipulé par le Chapitre VIII de la Convention, la Cour est composée de sept juges de la plus haute autorité morale de l’Organisation des États membres. 
Ils sont élus pour six ans par l’Assemblée générale de l’OEA et peuvent être réélus pour une autre période de six ans. 
Aucun État ne peut avoir deux juges siégeant à la Cour au même moment, même si, à la différence des commissaires de la Commission Inter-Américaine, les juges ne sont pas tenus de se récuser de l’audience si le procès implique leur pays d’origine. 
En réalité, un État membre, apparaissant comme un défendeur qui n’aurait pas un de ses ressortissants parmi les juges de la Cour est habilité, en vertu de l’art. 55 de la Convention, de désigner ad hoc un juge pour siéger au banc saisi de l’affaire. 
Après que la Convention soit entrée en vigueur le 18 juillet 1978, la première élection des juges a eu lieu le 22 mai 1979, et la nouvelle Cour a été convoquée pour la première fois le 29 juin 1979 au siège de l’OEA à Washington, DC, États-Unis.

### Juges actuels
La composition de la Cour s’établit comme suit en janvier 2008 : 
| Nom                      | État                   | Position                   | Mandat    |
| ------------------------ | ---------------------- | -------------------------- | --------- |
| Cecilia Medina Quiroga   | Chili                  | Présidente (2008-2009)     | 2004-2009 |
| Diego García Sayán       | Pérou                  | Vice-président (2008-2009) | 2004-2009 |
| Rhadys Abreu-Blondet     | République dominicaine | Juge                       | 2007-2012 |
| Leonardo A. Franco       | Argentine              | Juge                       | 2007-2012 |
| Sergio García Ramírez    | Mexique                | Juge                       | 2004-2009 |
| Margarette Mai Macaulay  | Jamaïque               | Juge                       | 2007-2012 |
| Manuel E. Ventura Robles | Costa Rica             | Juge                       | 2004-2009 |

### Anciens juges
| Année     | État       | Membres de la Cour               | Président            |
| --------- | ---------- | -------------------------------- | -------------------- |
| 1979-1981 | Colombie   | César Ordóñez                    |                      |
| 1979-1985 | Venezuela  | Máximo Sánchez Cisneros          |                      |
| 1979-1985 | Jamaïque   | Huntley Eugene Munroe            |                      |
| 1979-1985 | Honduras   | Carlos Roberto Reina             | 1981-1983            |
| 1979-1989 | Costa Rica | Rodolfo E. Piza Escalante        | 1979-1989            |
| 1979-1989 | Venezuela  | Pedro Nikken                     | 1983-1985            |
| 1979-1991 | États-Unis | Thomas Buergenthal               | 1985-1987            |
| 1981-1988 | Colombie   | Rafael Nieto Navia               | 1987-1989, 1993-1994 |
| 1985-1989 | Honduras   | Jorge Hernández R. Alcerro       |                      |
| 1985-1991 | Uruguay    | Héctor Gros Espiell              | 1989-1990            |
| 1985-1997 | Mexique    | Héctor Fix-Zamudio               | 1990-1993, 1994-1997 |
| 1989-1991 | Honduras   | Policarpo Callejas               |                      |
| 1989-1991 | Venezuela  | Orlando Tovar Tamayo             |                      |
| 1989-1994 | Costa Rica | Sonia Picado Sotela              |                      |
| 1990-1991 | Argentine  | Julio A. Barberis                |                      |
| 1991-1994 | Venezuela  | Asdrúbal Aguiar Aranguren        |                      |
| 1992-1997 | Nicaragua  | Alejandro Montiel Argüello       |                      |
| 1992-1997 | Chili      | Máximo Pacheco Gómez             |                      |
| 1992-1997 | Équateur   | Hernán Salgado Pesantes          | 1997-1999            |
| 1998-2003 | Colombie   | Carlos Vicente de Roux-Rengifo   |                      |
| 1995-2006 | Barbade    | Oliver H. Jackman                |                      |
| 1995-2006 | Venezuela  | Alirio Abreu Burelli             |                      |
| 1995-2006 | Brésil     | Antônio Augusto Cançado Trindade | 1999-2003            |

## Affaires entendues par la Cour interaméricaine
- Massacre de Barrios Altos (Pérou)
- El Caracazo (Venezuela)
- Lori Berenson (Pérou)
- La Dernière Tentation du Christ (Chili)
- Massacre de Mapiripán (Colombie)
- Massacre de Moïwana (Suriname)
- Myrna Mack Chang (Guatemala)
- La Nación (Costa Rica)
- Massacre de Plan de Sánchez (Guatemala)
- Yvon Neptune (Haiti)
- Arrêt Peuple saramaca c. Suriname